# Sferoid
|        |        |         |
| turtit | turtit | alungit |

Un sferoid, cunoscut și sub numele de elipsoid de revoluție sau elipsoid de rotație, este o suprafață cuadrică obținută prin rotirea unei elipse în jurul uneia dintre axele sale principale; cu alte cuvinte, un elipsoid cu două semidiametre egale. Un sferoid are simetrie circulară.
Dacă elipsa este rotită în jurul axei sale majore, rezultatul este un sferoid prolat, alungit ca o minge de rugby. Fotbalul american este similar, dar are un capăt mai ascuțit decât ar putea un sferoid. Dacă elipsa este rotită în jurul axei sale minore, rezultatul este un sferoid aplatizat, aplatizat ca o linte sau un M&M simplu. Dacă elipsa generatoare este un cerc, rezultatul este o sferă.
Datorită efectelor combinate ale gravitației și rotației, forma Pământului (și a tuturor planetelor) nu este chiar o sferă, ci este ușor aplatizată în direcția axei sale de rotație. Din acest motiv, în cartografie și geodezie, Pământul este adesea aproximat de un sferoid aplatizat, cunoscut sub numele de elipsoid de referință, în loc de o sferă. Modelul actual al Sistemului Geodezic Mondial folosește un sferoid a cărui rază este de 6.378,137 km (3.963,191 mi) la Ecuator și 6.356,752 km (3.949,903 mi) la poli.
Cuvântul sferoid însemna inițial „un corp aproximativ sferic”, admițând nereguli chiar și dincolo de forma elipsoidală bi- sau tri-axială; Acesta este modul în care termenul este folosit în unele lucrări mai vechi despre geodezie (de exemplu, referindu-se la expansiunile armonice sferice trunchiate ale modelului geopotențial gravitațional al Pământului).[1]